# Kirche Malschwitz

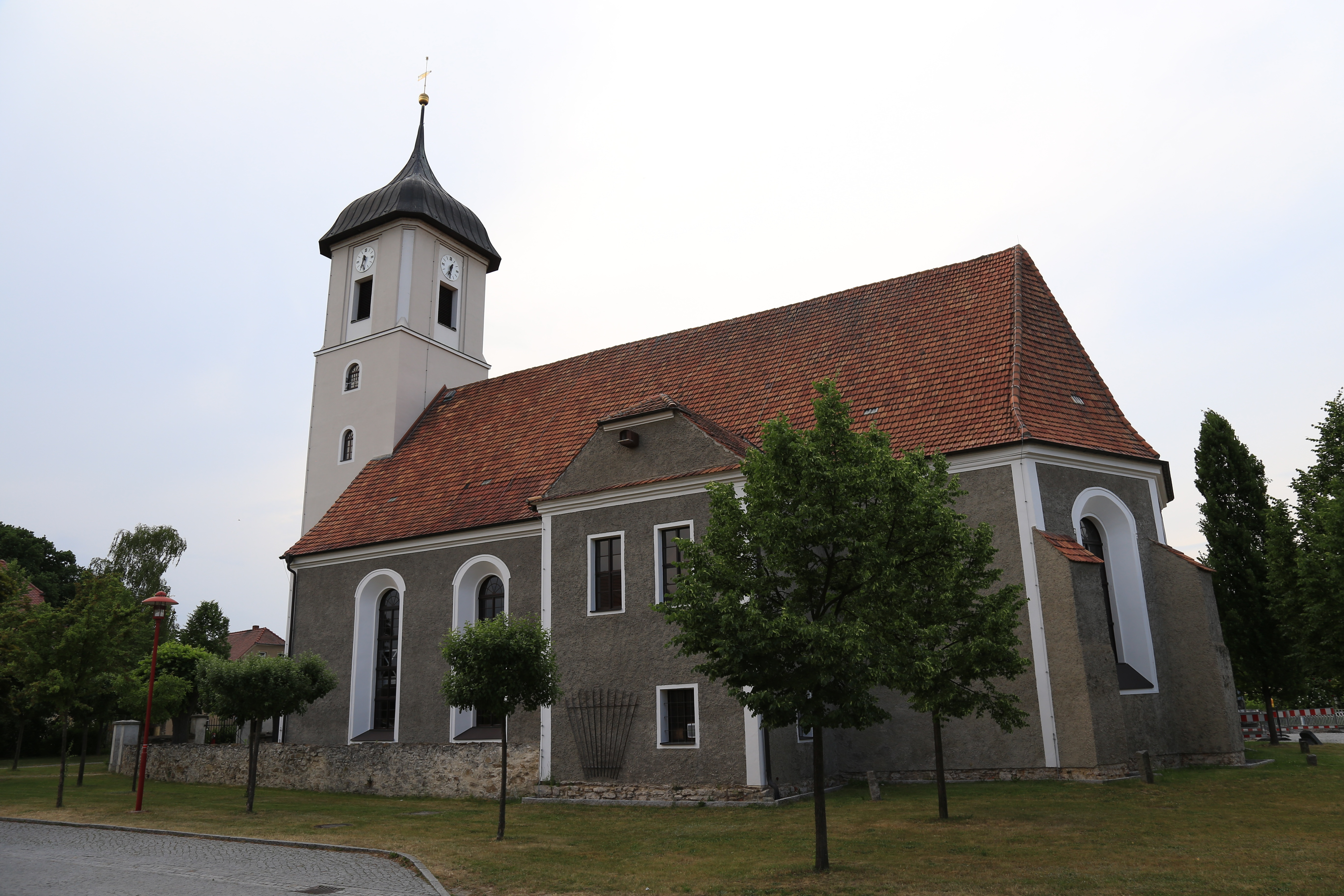
Kirche Malschwitz (2017)

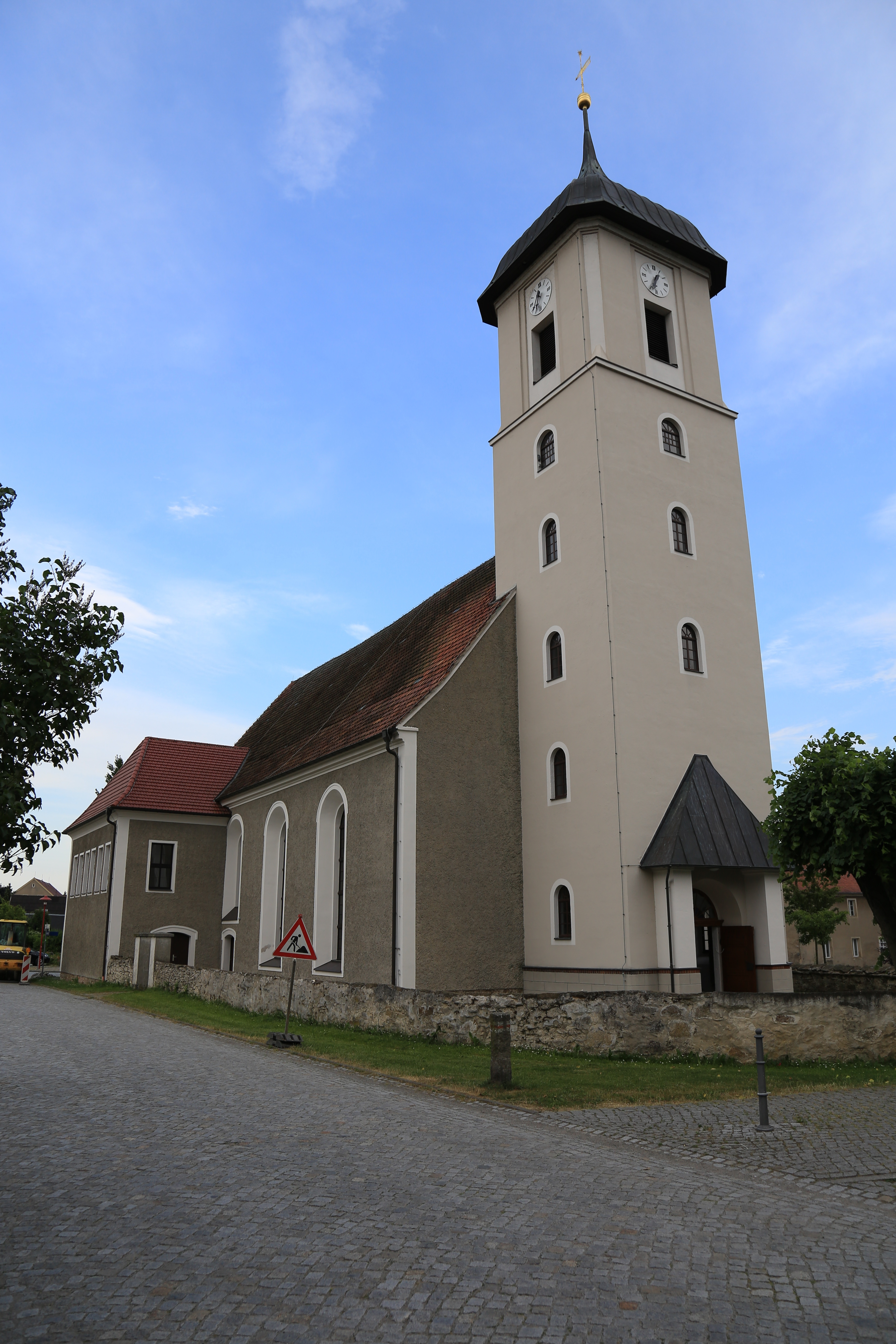
Blick zum Kirchturm (2017)

Die Kirche Malschwitz (obersorbisch Malešanska cyrkej) ist das Kirchengebäude im Ortsteil Malschwitz der gleichnamigen Gemeinde im Landkreis Bautzen in der sächsischen Oberlausitz. Es gehört der Kirchengemeinde Malschwitz-Guttau im Kirchenbezirk Bautzen-Kamenz der Evangelisch-Lutherischen Landeskirche Sachsens. Die Kirche steht aufgrund ihrer bau- und ortsgeschichtlichen Bedeutung unter Denkmalschutz.

## Geschichte
Eine Kirche ist für Malschwitz bereits seit dem 22. Februar 1222 verzeichnet. Die alte Fachwerkkirche wurde am 12. April 1715 bei einem Dorfbrand zerstört. Danach erfolgte der Bau der heutigen Kirche, die am 11. November 1716 geweiht wurde. Am 24. August 1717 wurden die kleine und die große Glocke des ersten Geläuts hochgezogen, die dritte Glocke folgte knapp einen Monat später. 1732 wurde der Kirchhof eingefriedet. Während der Schlacht bei Hochkirch im Siebenjährigen Krieg waren Truppen der preußischen Armee in der Malschwitzer Kirche untergebracht. Bei der Schlacht bei Bautzen während der Befreiungskriege wurde die Kirche von französischen Truppen geplündert.
Der alte Holzturm wurde 1836 erneuert, da er durch Verwitterung stark beschädigt war. Im Jahr 1868 wurde die Kirche umfassend restauriert: Die Logen wurden umgebaut, das Dach erhielt eine neue Deckung, die Sakristei wurde verlegt, die Fassade wurde neu gestrichen und an der Südwand wurde eine Vorhalle angebaut. 1905 wurde die Außenwand erneut gestrichen, außerdem wurde die Bemalung des Innenraums verändert. Der Holzturm wurde 1913 endgültig abgerissen und durch einen massiven Turm ersetzt. Am 19. August 1913 erhielt die Kirche drei neue Bronzeglocken, von denen zwei im Zweiten Weltkrieg beschlagnahmt und zugunsten der Waffenproduktion eingeschmolzen wurden. In der Kirche wurden daraufhin Eisenhartgussglocken eingebaut. 1952 wurde der Innenraum erneut umgestaltet.

## Architektur

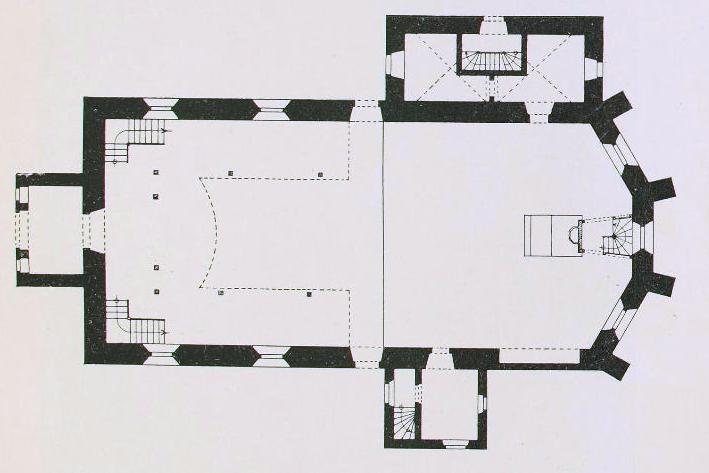
Grundriss

Die Malschwitzer Kirche ist ein massiver Putzbau mit eingezogenem sechsgeschossigen Westturm und einem mit Strebepfeilern besetzten Dreiachtelschluss. Sie wurde im Stil des Barock gebaut. Das Kirchenschiff hat ein über der Ostseite abgewalmtes Satteldach. Die Fenster sind rundbogig mit weiß geputzten Gewänden. Die etwas niedrigere zweigeschossige Loge hat ein abgewalmtes Dach, der Anbau an der Südseite ist mit einem Krüppelwalmdach überzogen. Beide Anbauten haben rechteckige Fenster. Der quadratische Westturm ist sechsgeschossig, das Glockengeschoss ist durch ein Gesims abgesetzt und hat abgeschrägte Ecken, Schallöffnungen und Turmuhren. Abgeschlossen wird der Turm durch eine kuppelartige Haube mit Turmkugel und Wetterfahne.
Der Innenraum ist hell gehalten und hat eine flache geputzte Decke. Im westlichen Teil liegen Holzemporen zu drei Seiten. Der Altarraum ist durch eine Erhöhung vom Rest des Innenraums abgesetzt. An der Nordseite schließen sich die Sakristei und die darüber liegenden Logen an, die durch große Rundbogenöffnungen vom Altarraum getrennt sind. Die Brüstungsfelder sind mit den Wappen der Patronatsfamilien von Metzradt, von Gersdorff, von Friesen und von Schall-Riaucour bemalt. An der Südseite liegt eine weitere Loge, die auch als Pließkowitzer Loge bezeichnet wird.

## Ausstattung

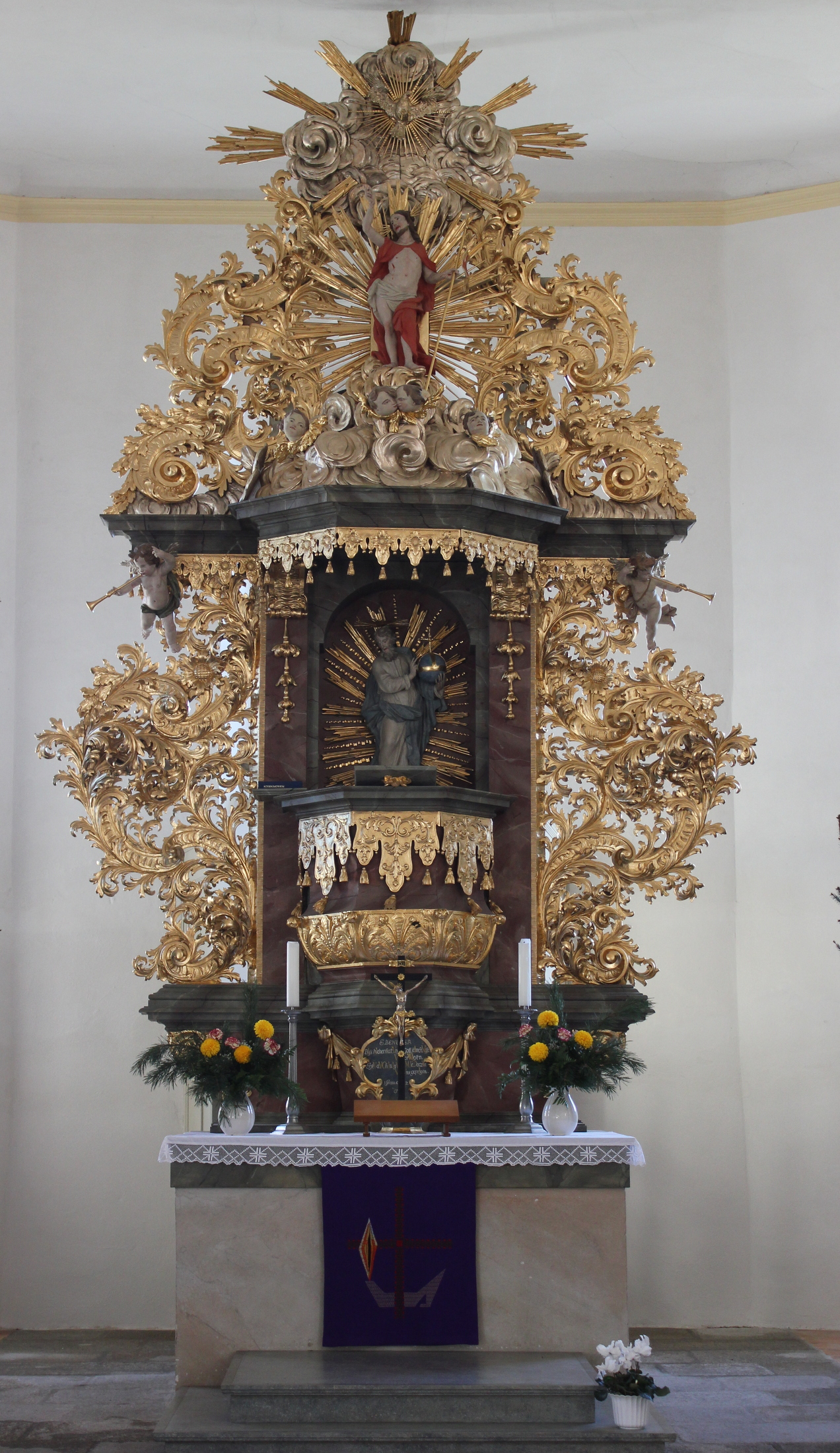
Kanzelaltar (2014)

Der prachtvoll geschnitzte Kanzelaltar ist weiß-gold gefasst und wurde Theodor Pausewein gefertigt. Im Sockelgesims befindet sich eine Schriftkartusche, die den Altar auf das Jahr 1709 datiert. Darüber liegt ein mit floralen Schmuckelementen und Lambrequins verzierter polygonaler Kanzelkorb, auf der Tür ist eine Figur des Gottvaters mit Reichsapfel und einer dahinter liegenden Mandorla dargestellt. Der Schalldeckel ist mit Puttenköpfen geschmückt, darauf steht der Salvator mundi vor einer Mandorla. In einem weiteren Strahlenkranz ist der Heilige Geist dargestellt. Der Aufbau wird von Akanthusranken gerahmt.

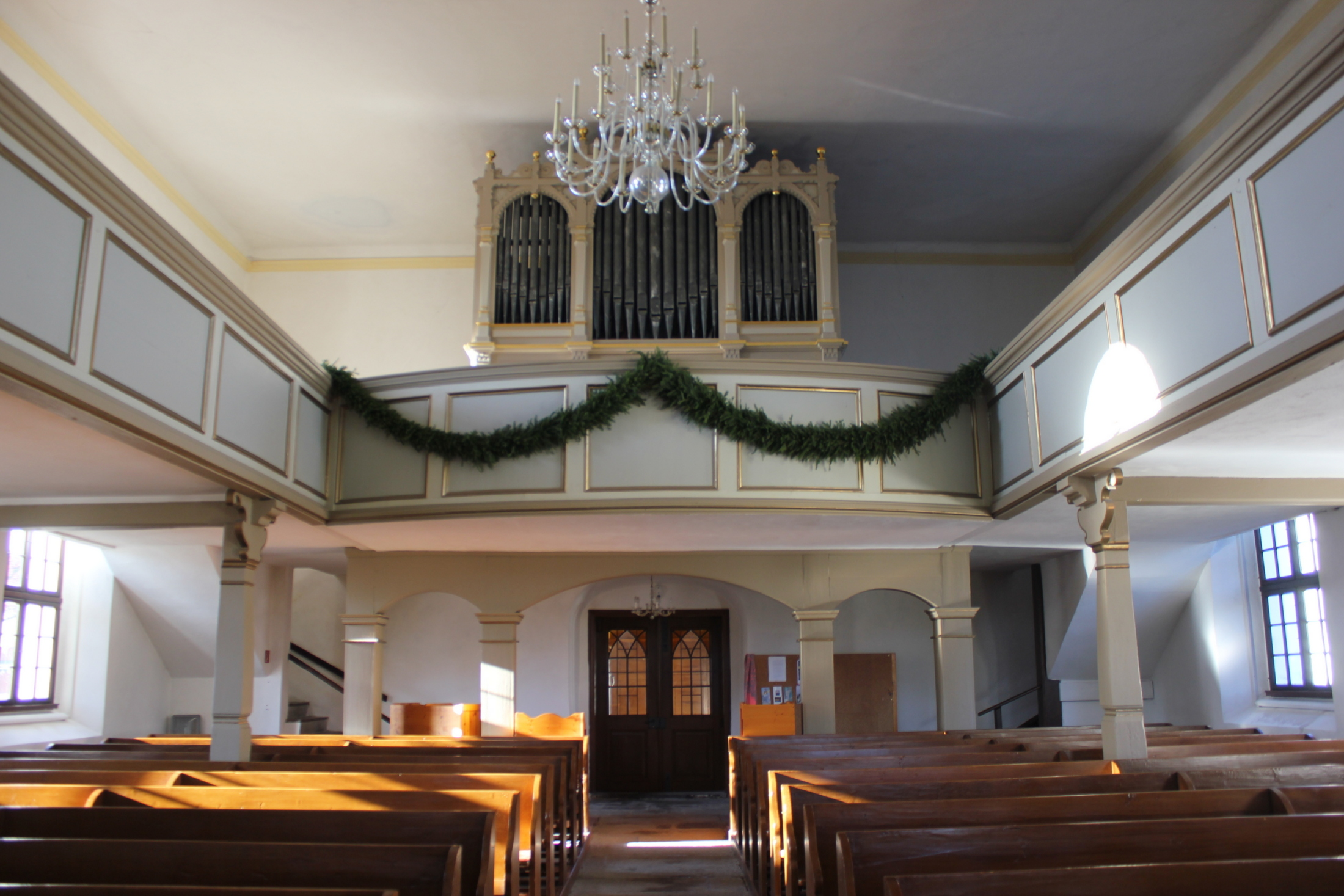
Orgelempore mit Eule-Orgel (2014)

Die Orgel wurde 1894 von Hermann Eule Orgelbau in Bautzen in einem älteren Prospekt gebaut. Das Instrument hat 20 Register auf zwei Manualen und dem Pedal. In der Turmhalle der Malschwitzer Kirche stehen Grabmale für Adam Zacharias Schirach (Hadam Zacharias Šěrach; 1693–1758), der von 1730 bis zu seinem Tod Pfarrer in Malschwitz war, und dessen Frau († 1756).

## Kirchengemeinde
Zu Beginn des 16. Jahrhunderts war Malschwitz eine Filialkirche der katholischen Kirchengemeinde aus Bautzen. Die Reformation setzte relativ spät ein, Malschwitz wurde um 1600 Pfarrkirche einer evangelischen Kirchengemeinde. Zu dieser gehörten neben Malschwitz noch Briesing, Doberschütz, Jeschütz, Kleindubrau, Kronförstchen, Pließkowitz und Quatitz. Im Jahr 1839 kam das überwiegend evangelische Niedergurig mit der inzwischen wüsten Siedlung Lubas aus der Kirchengemeinde Bautzen nach Malschwitz. Im Jahr 1899 wurde Quatitz nach dem Bau einer Kirche eine eigenständige Kirchengemeinde, wodurch außerdem Jeschütz, Kleindubrau und Kronförstchen ausgegliedert wurden.
Laut der Statistik über die Sorben in der Lausitz hatte die Kirchengemeinde Malschwitz im Jahr 1884 eine Einwohnerzahl von 2164, davon waren 2048 Sorben und 116 Deutsche, von denen wiederum 77 die sorbische Sprache beherrschten. Der sorbischsprachige Bevölkerungsanteil betrug demnach 98,2 Prozent. Zu dieser Zeit fanden an jedem Sonntag Gottesdienste in sorbischer und in deutscher Sprache statt. Die Beichte wurde alle vier Wochen in deutscher Sprache abgenommen, auf Sorbisch fand sie wöchentlich statt. Der letzte sorbische Pfarrer war Pawoł Albert, der 1963 an die Michaeliskirchengemeinde in Bautzen versetzt wurde. In den Jahren 1957 und 1990 fand jeweils der Sorbische Evangelische Kirchentag in Malschwitz statt.